# Souveraineté parlementaire en droit canadien
Pour un article plus général, voir Souveraineté parlementaire.
Au Canada, la souveraineté parlementaire demeure au cœur du droit constitutionnel, malgré le fait que l'entrée en vigueur de la Charte canadienne des droits et libertés a renforcé le pouvoir de contrôle judiciaire des lois par les juges. 
Dans les pays de tradition parlementaire britannique, comme le Royaume-Uni, le Canada et l'Australie, la souveraineté parlementaire est le régime où le pouvoir législatif est le plus puissant. Suivant la théorie d'A.V. Dicey, c'est le principe que nul ne peut outrepasser la législation du Parlement. Dans le Bill of Rights (1689), le roi s’engage à respecter la souveraineté parlementaire. Le Parlement exerce sa souveraineté en adoptant des lois. 
La souveraineté parlementaire a de nombreuses conséquences juridiques et politiques. 
Puisque le Parlement peut abroger une loi antérieure, il n'est pas lié par le passé. En vertu de la règle manner and form, le Parlement ne peut pas se lier pour l’avenir sur une question se fond, à moins de modifier la constitution. La loi plus récente s’applique, donc le Parlement n'est pas obligé d’abroger les lois antérieures. Le Parlement n’est pas obligatoirement lié par le droit international, puisque le droit international est fait par les États et pour les États, suivant le principe de la thèse volontariste. 
Puisque aucune autorité n'existe au-dessus du Parlement, le Parlement a compétence pour limiter son obligation. Le Parlement peut défaire un contrat intergouvernemental, d'après le Renvoi relatif au régime de l’assistance publique de la Colombie-Britannique. Cette décision de la Cour suprême affirme que la théorie de l’expectative légitime est inopposable à la souveraineté parlementaire. Le Parlement peut aussi adopter des lois rétroactives, notamment des impôts rétroactifs en matière fiscale. 
Au Canada, un juge peut déclarer une loi inconstitutionnelle, contrairement à un juge britannique qui n'a pas le même pouvoir. La souveraineté parlementaire canadienne est plus modérée que la souveraineté parlementaire britannique, car au Royaume-Uni, le Parlement peut tout faire en vertu de la constitution souple. 
D'après le Renvoi relatif à la réforme du Sénat et le Renvoi sur la compétence du Parlement relativement à la Chambre haute, le Parlement canadien ne peut pas se redéfinir radicalement car il possède une constitution rigide. Au contraire, le Parlement britannique peut se redéfinir radicalement car sa constitution est souple. Le Parlement canadien est limité par la Loi constitutionnelle de 1867 et la Charte canadienne des droits et libertés à cet égard.
Puisque le Parlement canadien est souverain, le Parlement peut se lier pour l’avenir sur une question de forme seulement, d'après l'arrêt  R. c. Drybones. Si le Parlement adopte des lois constitutionnelles sur les droits de la personne, comme  Charte canadienne des droits et libertés ou la Déclaration canadienne des droits, il se lie pour l'avenir à ces lois en vertu de sa souveraineté parlementaire. Le Parlement a néanmoins  le pouvoir de déroger à la Charte canadienne en vertu de la disposition de dérogation de article 33 de la Charte canadienne des droits et libertés. Puisque le Parlement est souverain, il demeure en principe possible d'abroger ces lois constitutionnelles par le biais du processus de modification constitutionnelle.
D'après le Renvoi Referendum and Initiative Act de 1919, le Parlement ne peut pas renoncer à la souveraineté parlementaire par une abdication de pouvoir. Cette règle constitutionnelle empêche le Parlement de cesser d'être souverain par une abdication volontaire de souveraineté. En vertu de cette règle, les tribunaux ont jugé qu'une loi manitobaine qui obligeait le lieutenant-gouverneur de la province à accepter des référendums d'initiative populaire était une abdication inconstitutionnelle de la souveraineté.   
L'existence de privilèges parlementaires est liée à la souveraineté parlementaire. Pour les fins de l'exercice de leur souveraineté, les parlementaires jouissent de certains privilèges constitutionnels comme la possibilité d'exclure les étrangers du Parlement, d'après la décision New Brunswick Broadcasting Co. c. Nouvelle-Écosse (Président de l'Assemblée législative).
Malgré les Chartes des droits, en vertu de sa souveraineté parlementaire, le Parlement peut adopter des lois sévères ;  par exemple, il peut sévèrement limiter l'accès aux armes à feu et fortement réglementer la vente et la publicité du tabac et des produits de vapotage.  
Par le passé, la Cour suprême du Canada et le Comité judiciaire du Conseil privé ont jugé que s'il n'y avait pas de chartes des droits, la souveraineté parlementaire permettrait au Parlement de négliger les droits des minorités ou de porter atteinte à ceux-ci, d'après l'arrêt Christie c. York de 1940 et le Renvoi sur les personnes de race japonaise de 1946. 
Le Parlement ou l’Assemblée peut valider rétroactivement des lois en raison du principe de souveraineté parlementaire. En réaction à l'arrêt R. c. Mercure de la Cour suprême, la province de l'Alberta a adopté une loi qui validait rétroactivement les lois unilingues anglaises de la province.
Dans l'arrêt Gagnon c. R., la Cour d'appel du Québec a jugé que le Parlement peut adopter des lois pénales rétroactives à condition de le faire clairement, et ce en vertu du principe de la souveraineté parlementaire.
De plus, en raison de la souveraineté parlementaire, le premier ministre doit toujours être préoccupé de conserver la confiance de la Chambre, car c'est le Parlement qui est souverain plutôt que le premier ministre.